# Heartbreak Hotel (The Simpsons)
"Heartbreak Hotel" é o segundo episódio da trigésima temporada da série animada Os Simpsons, e o 641.º no total. Foi ao ar nos Estados Unidos pela FOX em 7 de outubro de 2018.

## Enredo
A família Simpson está assistindo as finais de The Amazing Place, oferecidas por Tag Tuckerbag, e Bart e Lisa insistem para que Marge e Homer participem da próxima temporada, e quando ela teve o suficiente, depois de dizer aos filhos "podem", ela mostra-lhes o teste para o programa no passado.
Lisa edita um vídeo deles, os testes são realizados e Bart e Lisa os levam para a casa dos pais, desconhecidos para eles, com Marge abrindo todas as cartas de rejeição. Em casa, Marge abre o correio e descobre com Homer que eles foram selecionados. Infelizmente para eles, no primeiro julgamento, eles perdem e são eliminados, apenas para descobrirem que não podem sair até as 6 semanas do programa serem gravadas, então ninguém vai saber em casa quem ganhou, e eles ficarem no pátio do hotel do aeroporto, tendo que esconder de todos a verdade, até Bart e Lisa.
Enquanto Marge fica desolada por estar longe de casa, Homer fica feliz em todas as acomodações que eles lhes dão. Homer consegue mudar de ideia, enquanto as crianças estão cavando uma piscina em casa, mas quando encontram a sala de pós-produção, Marge descobre que Homer encontrou suas coisas, mas em vez de ganhar, ele comeu uma barra de chocolate e ficou bravo. Em um cenário preto e branco, Marge e Homer se encontram com o casal eliminado da quinta semana, onde Marge faz Homer ciumento, pouco antes do dia seguinte, um casal pode reentrar no programa, mas somente se eles trocarem de parceiro com outro casal, e Marge escolhe Nick.
Marge, no entanto, é a que estraga a seguir, esquecendo-se de salgar os aros dos óculos, e eles voltam para casa, onde Homer repete o discurso estridente de Marge repetidamente.

## Produção
O produtor executivo e coescritor Matt Selman afirmou que a inspiração para o episódio foi sentir-se mal por tantos anos para a primeira pessoa expulsa do Top Chef, que ele considerou "pior do que não estar no programa em tudo." A ideia de parodiar Quem Tem Medo de Virginia Woolf? no meio do episódio veio da esposa de Selman e corroteirista do episódio Renee Ridgeley, que tem uma pequena participação como a personagem Honey no segmento. O ator George Segal só foi convidado a participar do episódio e gravar sua parte dentro de uma semana do episódio que vai ao ar. Isso porque só quando um amigo disse a Selman que George Segal dissera que Quem Tem Medo de Virginia Woolf? era seu filme favorito em que ele já estava, eles pensavam em escalá-lo, então a equipe o rastreou mais rápido que puderam. Selman afirmou que ele estava "feliz por reprisar o papel." Ao dirigir Segal repassando seu papel como Nick, Selman simplesmente disse a ele "apenas faça como Mike Nichols disse."

## Recepção
Dennis Perkins do The A.V. Club deu ao episódio uma declaração em que “'Heartbreak Hotel' fez um bom trabalho ao fornecer uma motivação que, embora nova para nós, é verdadeira para os personagens. Especialmente Marge, cujo vício em décadas no reality show The Amazing Place, parece estar enraizado nas longas horas sem Homer como viúvo do futebol e no Moe. Marge explica que, enquanto Homer tem suas atividades, ela tem as delad na forma de um conhecimento enciclopédico de cada evento hashtagged, stunt, e torcer por seu programa favorito pode acabar em seus concorrentes agarrando.
"Heartbreak Hotel" marcou uma classificação de 1,8 com uma quota de 7 e foi assistido por 4,60 milhões de pessoas, fazendo o programa mais assistido na Fox.